# 세계수의 미궁 (비디오 게임)
《세계수의 미궁》(일본어: 世界樹の迷宮)은 아틀러스가 2007년 1월 18일에 발매한 닌텐도 DS용 던전 탐험 롤플레잉 비디오 게임이다. 플레이어는 세계수라 불리는 던전을 직접 작성한 캐릭터 파티로 탐험한다.

## 스토리
어느 지방에 에트리아라는 이름의 작은 마을이 있었다.
특출난 것 하나 없는 그 작은 마을은 한 해의 발견을 경계로 대륙에서 가장 유명한 도시가 된다.
“세계수의 미궁” 에트리아 마을 외곽에서 발견된 거대한 대지의 균열.
땅 속 깊은 곳까지 이어져있는 듯한 심연이 떠오르는 거대한 지하 수해의 미궁….
그곳에는 모든 것이 있었다.
이름조차 알 수 없는 화초가 불가사의한 열매를 맺고, 본 적 없는 짐승들이 배회하는 그 숲에는 막대한 보물이 잠들어 있었다.
에트리아의 미궁 소문을 들은 자들은 늙은이도 젊은이도 모두가 그 수해를 꿈꾸게 되었다.
부, 명성, 권위….
그리고 무엇보다도 끝없는 모험심을 만족시킬 만한 수해.
그것은 죽음을 곁에 둔 모험에 스스로를 내던질 만한 가치가 있었다.
또 오늘도 한 젊은이가 에트리아의 문을 지나간다….

## 시스템

### 시설
- 긴 울음소리 새 여관
- 케프트 시약원
- 시리카 상점
- 금사슴 주점
- 모험자 길드
- 집정원 라다

### 직업

#### 처음부터 선택 가능한 직업
- 소드맨
- 레인저
- 팔라딘
- 다크 헌터
- 메딕
- 알케미스트
- 바드

#### 조건을 만족하면 선택 가능한 직업
- 부시도
- 커스 메이커

### 매핑
플레이어는 게임의 본 무대인 "세계수의 미궁" 안에서 직접 지도를 그려나가며 플레이한다. 플레이 도중 지나간 곳은 자동으로 채워지며, 플레이어가 직접 채워넣을 수도 있다. 단, 채워지는 것은 미궁의 땅 부분만이며, 미궁의 벽은 직접 그려야만 하고, 보물상자나 문 등 미궁 내의 오브젝트는 지도 옆의 공간에 아이콘이 준비되어있어, 직접 끌어다 놓는 방식으로 표시할 수 있다.

### 전투
전투는 일반적인 턴제 RPG 형식으로 진행되며, 진행 속도가 상당히 느리다. 또한, 공격이나 스킬 등 전투 중의 이펙트가 상당히 간결하다. 그런 데에 비해, 전투의 난이도는 어려워 초심자들에게는 재미 없게 느껴질 수 있다.

#### F.O.E.
세계수의 미궁을 탐험하다 보면 지도에 표시됨과 함께 3D던전에서 직접 볼 수 있는 적이 있다. 이들을 F.O.E라 칭하며 각 층과 장소마다 여러 종류의 F.O.E들이 서성이고 있다. 지도에는 F.O.E가 향하고 있는 방향이 표시되는데, F.O.E의 뒤를 잡으면 선제 공격할 수 있다.

## 등장인물
- 아레이
- Dr. 키리사키
- 시리카
- 사쿠야
- 간류
- 오렐루스
- 비즐
- 렌
- 츠스쿨
- 쿠팔라

## 평가
| 평가 |        |
| --- | ------ |
| 통합 점수 통합사 점수 메타크리틱 75/100 [ 1 ] 평론 점수 평론사 점수 1UP.com B+ [ 2 ] EGM 6/10 [ 3 ] 유로게이머 7/10 [ 4 ] 패미츠 32/40 [ 5 ] 게임 인포머 6/10 [ 6 ] 게임프로 [ 7 ] 게임스팟 7.8/10 [ 8 ] 게임존 7.1/10 [ 9 ] IGN 7.4/10 [ 10 ] 닌텐도 파워 7/10 [ 11 ] |        |
| 통합 점수 |        |
| 통합사 | 점수   |
| 메타크리틱 | 75/100 |
| 평론 점수 |        |
| 평론사 | 점수   |
| 1UP.com | B+     |
| EGM | 6/10   |
| 유로게이머 | 7/10   |
| 패미츠 | 32/40  |
| 게임 인포머 | 6/10   |
| 게임프로 | [ 7 ]  |
| 게임스팟 | 7.8/10 |
| 게임존 | 7.1/10 |
| IGN | 7.4/10 |
| 닌텐도 파워 | 7/10   |

## 같이 보기
- 세계수의 미궁 2 제왕의 성배
- 세계수의 미궁 3 성해의 내방자
- 세계수의 미궁 4 전승의 거신
- 신 세계수의 미궁 밀레니엄의 소녀
- 신 세계수의 미궁 2 파프닐의 기사